# フロアコーティング
フロアコーティングとは様々な液剤を用いて床の表面を樹脂の皮膜で覆う塗装施工作業（行為）を指す。「フロアコーティング」は作業行為自体を意味し一般的（法的にも）に定められた規格はない。

## 概要
装飾や保護・防錆を目的として行われる塗装による保護手法の一つであり、建築物などでは主に通路で使用されることがある。一般の住宅ではフローリング材の保護として行われている。使用されている液剤は様々で、ワックスや塗料が多く使用されている。液剤と皮膜の平均的な厚さが同じ場合は、特に均一に施された塗装ほど長持ちするが、これは一度の塗布では難しい場合がある。このため単一の塗料でも重ね塗りする場合があり、その際には前回と同一の一定方向に向かって帯状に塗布していくのではなく、前回とは直角になる方向に塗布していくことで、塗斑を抑えることが行われる。

フロアコーティングにはUVコーティング、ガラスコーティング、シリコンコーティング、水性ウレタンコーティングなどが存在する。各フロアコーティングごとに光沢や耐久性、耐傷性、耐薬品性に違いがあり、最も優れたものがUVコーティングとされている。

## 使用目的

### 対象物の保護
- フローリングなどの床材に対する防腐・防黴・防食・防蟻・防汚・防水・殺菌・耐薬品・耐火

### 美観
- 意匠・平滑化・光沢付与・彩色・模様・景観創出

### 機能性付与
- 撥水・蛍光・迷彩・遮熱・有害化学物質吸着

## 塗布材の種類
- リノリウム
- アクリル樹脂
- ウレタン系樹脂
- 液体ガラス系塗料